# Feketetorkú törökmadár
A feketetorkú törökmadár (Pteroptochos tarnii) a madarak (Aves) osztályának verébalakúak (Passeriformes) rendjébe, ezen belül a fedettcsőrűfélék (Rhinocryptidae) családjába tartozó faj.

## Rendszerezése
A fajt Phillip Parker King ausztrál ornitológus írta le 1831-ben.

## Előfordulása
Dél-Amerika déli részén, Argentína és Chile területén honos. Természetes élőhelyei a mérsékelt övi erdők és cserjések.

## Megjelenése
Testhossza 23 centiméter, testtömege 150-184 gramm.

## Természetvédelmi helyzete
Az elterjedési területe nagyon nagy, egyedszáma ugyan csökken, de még nem éri el a kritikus szintet. A Természetvédelmi Világszövetség Vörös listáján nem fenyegetett fajként szerepel.